# Arghus Soares Bordignon
Arghus Soares Bordignon (Alegrete, 19 gennaio 1988) è un calciatore brasiliano, difensore svincolato.

## Caratteristiche tecniche
Difensore centrale, può giocare anche come terzino sinistro.

## Carriera
Vanta più di 30 presenze in Europa.

## Palmarès

### Club

#### Competizioni nazionali
- Campionato sloveno: 4

Maribor: 2011-2012, 2012-2013, 2013-2014, 2014-2015
- Coppa di Slovenia: 2

Maribor: 2011-2012, 2012-2013
- Supercoppa di Slovenia: 3

Maribor: 2012, 2013, 2014